# 로베르트 하베크
로베르트 하베크(독일어: Robert Habeck, 독일어 발음: [ˈʁoːbɛʁt ˈhaːbɛk] ( 듣기), 1969년 9월 2일 ~ )는 독일의 작가, 정치인이다. 올라프 숄츠 독일 총리 내각에서 부총리와 연방경제기후보호부장관으로 재임하고 있으며 2021년부터 플렌스부르크-슐레스비히의 독일 연방의회 의원을 지내고 있다. 2018년부터 2022년까지 아날레나 베어보크와 함께 동맹 90/녹색당의 공동대표를 지냈다.